# 對比浴
對比浴（contrast bath therapy），又稱為冷熱交替療法（Hot/Cold Immersion therapy）,。屬於物理治療中水療的特殊療法之一。
由於水溫低時會使皮膚下的血管收縮,而水溫高時則會使血管舒張，因此冷熱交替療法即是交替地將治療部位置入冷水與熱水的治療桶中，使血管交替地收縮與舒張,而達到促進血液循環的目的。在臨床上常用的熱水水溫為37.5~44°C(100~112°F)；而冷水水溫為10~18°C(50~65°F)。
對比浴常用在治療運動傷害、消除水腫、以及降低運動後的酸痛。